# Hấp dẫn tình dục di truyền
Hấp dẫn tình dục di truyền là một khái niệm trong đó một sự hấp dẫn tình dục mạnh mẽ có thể phát triển giữa những người họ hàng gần gũi, những người gặp nhau lần đầu khi trưởng thành. Không có bằng chứng trực tiếp cho sự hấp dẫn tình dục di truyền là một hiện tượng thực tế, và giả thuyết được coi là giả khoa học.

## Bối cảnh
Thuật ngữ này được đặt ra ở Mỹ vào cuối những năm 1980 bởi Barbara Gonyo, người sáng lập Truth Seekers in Adoption, một nhóm hỗ trợ có trụ sở tại Chicago dành cho người nhận con nuôi và người thân mới tìm thấy của họ. Cô nảy sinh cảm xúc tình dục với con trai khi gặp con sau khi anh được nhận nuôi, nhưng người con trai không muốn trở thành một phần của bất kỳ liên hệ nào như vậy.
Bởi vì nhiều đặc điểm ít nhất được xác định một phần bởi di truyền, nên sự hấp dẫn giới tính di truyền được cho là, theo những người tin vào khái niệm này, xảy ra do hậu quả của cuộc họp họ hàng di truyền khi trưởng thành, điển hình là hậu quả của việc nhận con nuôi. Tuy nhiên, đây là một hậu quả rất hiếm gặp của các cuộc đoàn tụ con nuôi.
Một lời giải thích được đề xuất cho hiện tượng này là cảm giác yêu bản thân.
Loạn luân là cực kỳ hiếm giữa những người được nuôi dưỡng cùng nhau trong thời thơ ấu do một dấu ấn tình dục ngược được gọi là hiệu ứng Westermarck, làm cho họ giảm bớt sự hấp dẫn tình dục sau này. Người ta đưa ra giả thuyết rằng hiệu ứng này đã phát triển để ngăn ngừa giao phối cận huyết.